# パーカー郡 (テキサス州)
パーカー郡（英: Parker County）は、アメリカ合衆国テキサス州の中央部北に位置する郡である。人口は14万8222人（2020年）。郡庁所在地はウェザーフォードであり、同郡で人口最大の都市である。パーカー郡はダラス・フォートワース複合都市圏に属している。郡名は、1855年にパーカー郡を設立する法案を提出した州議会議員アイザック・パーカーに因んで名付けられた。
1932年に共和党の州知事候補になったオービル・バリントンはパーカー郡の出身である。

## 地理
アメリカ合衆国国勢調査局に拠れば、郡域全面積は910平方マイル (2,357 km2)であり、このうち陸地904平方マイル (2,341 km2)、水域は7平方マイル (18 km2)で水域率は0.72%である。郡内をブラゾス川が横切っている。

### 最高地点
スリップダウン山とスリップダウン崖が、どちらも標高1,368フィート (417 m) あり、郡内の最高地点である。プールビルの南西、アドバンス・コミュニティのすぐ東に位置している。

### 主要高規格道路
- 州間高速道路20号線
- アメリカ国道180号線
- テキサス州道171号線

### 隣接する郡

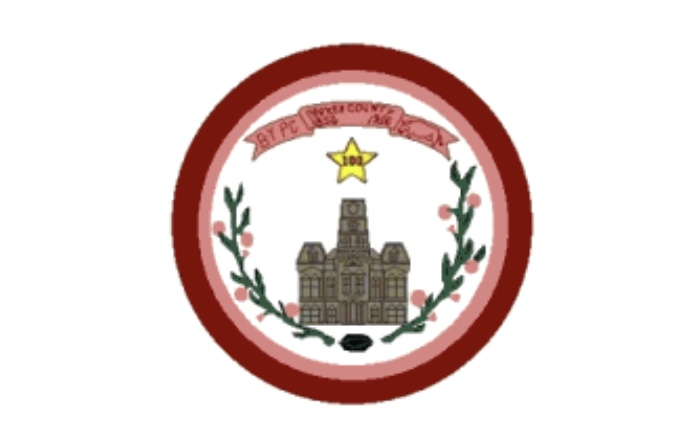
パーカー郡旗

- ワイズ郡 - 北
- タラント郡 - 東
- ジョンソン郡 - 南東
- フッド郡 - 南
- パロピント郡 - 西
- ジャック郡 - 北西

## 人口動態
以下は2000年国勢調査による人口統計データである。
| 基礎データ - 人口: 98,495人 - 世帯数: 31,131 世帯 - 家族数: 24,313 家族 - 人口密度: 38人/km2（98人/mi2） - 住居数: 34,084軒 - 住居密度: 15軒/km2（38軒/mi2） 人種別人口構成 - 白人: 83.17% - アフリカン・アメリカン: 1.79% - ネイティブ・アメリカン: 0.67% - アジア人: 0.35% - 太平洋諸島系: 0.02% - その他の人種: 12.61% - 混血: 1.38% - ヒスパニック・ラテン系: 7.02% 年齢別人口構成 - 18歳未満: 27.5% - 18-24歳: 7.9% - 25-44歳: 29.8% - 45-64歳: 24.2% - 65歳以上: 10.5% - 年齢の中央値: 36歳 - 性比（女性100人あたり男性の人口） - 総人口: 104.1 - 18歳以上: 102.1 | 世帯と家族（対世帯数） - 18歳未満の子供がいる: 38.0% - 結婚・同居している夫婦: 65.6% - 未婚・離婚・死別女性が世帯主: 8.7% - 非家族世帯: 21.9% - 単身世帯: 18.3% - 65歳以上の老人1人暮らし: 7.1% - 平均構成人数 - 世帯: 2.75人 - 家族: 3.11人 収入と家計 - 収入の中央値 - 世帯: 45,497米ドル - 家族: 51,530米ドル - 性別 - 男性: 37,913米ドル - 女性: 25,412米ドル - 人口1人あたり収入: 20,305米ドル - 貧困線以下 - 対人口: 8.3% - 対家族数: 5.9% - 18歳未満: 9.3% - 65歳以上: 9.6% |

## 都市と町

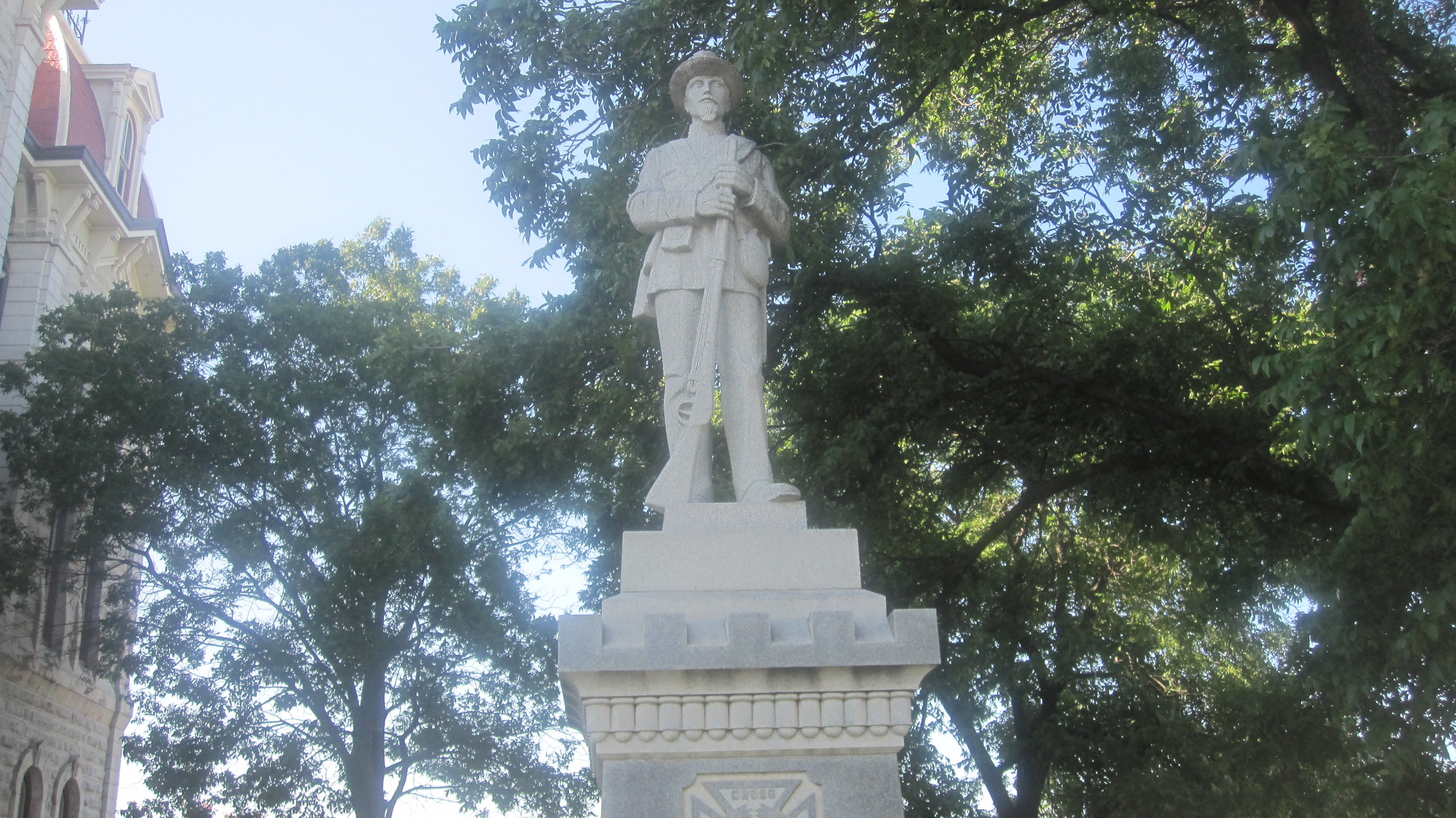
南軍兵士の像、パーカー郡庁舎前

| - ウェザーフォード - 郡庁所在地 - アズル - アデル、未編入の町 - アグネス - アレド - アネッタ - アネッタノース - アネッタサウス - ブライア、未編入の町* - ブロック、未編入の町 - クール - クレッソン | - デニス、未編入の町 - ガーナー、未編入の町 - ハドソンオークス - ミルサップ - ミネラルウェルズ * * - ピースター、未編入の町 - プールビル、未編入の町 - リノ - サンクチュアリ - スプリングタウン - ウィット、未編入の町 - ウィロウパーク |

*  - 一部がワイズ郡とタラント郡内

* *  - 主にパロピント郡内